# Arctornis naphtha
Arctornis naphtha är en fjärilsart som beskrevs av Holloway 1999. Arctornis naphtha ingår i släktet Arctornis och familjen tofsspinnare. Inga underarter finns listade i Catalogue of Life.